# Angelika Bade
Angelika-Maria Bade (* im 20. Jahrhundert) ist eine deutsche Journalistin, Fernsehredakteurin und Fernsehproduzentin.

## Leben
Bade studierte nach ihrer Schulzeit von 1969 bis 1976 Politikwissenschaft, Geschichte sowie Staats- und Völkerrecht an der Rheinischen Friedrich-Wilhelms-Universität in Bonn, die sie mit einem Magister artium abschloss.
Nach dem Studium arbeitete sie zunächst für ein Jahr als Auslandkorrespondentin für den französischen Sender TF1 in Bonn. Von 1978 bis 1985 war sie als Redakteurin und ebenfalls Auslandkorrespondentin für die Deutsche Presse-Agentur (DPA) unter anderem in Brüssel tätig.
Im Juli 1985 wechselte Bade als Fernsehjournalistin zu RTL plus nach Luxemburg und später nach Köln, wo sie unter dem damaligen Chefredakteur Rainer Popp 1985 Redaktionsmitglied der Nachrichtensendung 7 vor 7 wurde und bis 1994 zum Moderationsteam der Sendung gehörte; neben den Hauptmoderatoren Hans Meiser und Geert Müller-Gerbes sowie Björn-Hergen Schimpf, Peter Kloeppel, zeitweise Olaf Kracht, Ulli Potofski, Maggie Deckenbrock, Nic Jakob und Hartmut Schröter. Im Jahr 1988 wurde der Beginn der Hauptnachrichtensendung auf 18:45 Uhr vorverlegt und in RTL aktuell umbenannt.
Neben der Arbeit vor der Kamera arbeitete Bade im Anschluss als leitende Redakteurin und ausführende Produzentin fast dreißig Jahre, bis 2015, für RTL Television. So führte sie beispielsweise 2003 bei der Dokumentation Papst Johannes Paul II. – Gottes Fels auf Erden Regie und bei der Reportage Gottes Wort geht neue Wege aus dem Jahr 2012.
Bade war als Konzernschwerbehindertenvertreterin und als Schwerbehindertenvertreterin der Mediengruppe RTL Deutschland tätig sowie zeitweise Vorsitzende des Betriebsrats des Kölner Senders. Sie geriet im Jahr 2007 in die Kritik, da ihr „wiederholt stark überzogene Forderungen an die RTL-Geschäftsführung“ und eine „Spaltung und Diskreditierung“ des Gremiums vorgeworfen wurden. Ein Teil des Betriebsrats trat daraufhin zurück.
Seit 2015 arbeitet Bade als freiberufliche Journalistin, Autorin und Coach. Von 2015 bis 2018 führte sie einen Blog zum Thema Behindertensport: so berichtete sie 2016 von den Paralympischen Spielen in Rio de Janeiro. Von 2016 bis 2018 arbeitete sie zudem für das Bundesamt für Migration und Flüchtlinge im Ankunftszentrum in Bonn.
Als Redakteurin arbeitete sie zuletzt unter anderem für die Kölnische Rundschau.

## Filmografie (Auswahl)
- 1985–1994: 7 vor 7 / RTL aktuell
- 2003: Johannes Paul II. – Gottes Fels auf Erden
- 2012: Gottes Wort geht neue Wege